# Charente
La Charente (pron. francese: /ʃaˈʁɑ̃t/ · ; in santongese Chérente; in occitano Charanta [tʃaˈɾantɔ]) che prende nome dall'omonimo fiume, è un dipartimento francese della regione Nuova Aquitania. Il territorio del dipartimento confina con i dipartimenti della Vienne a nord, dell'Alta Vienne a nord-est, della Dordogna a sud-est, della Gironda a sud-ovest, della Charente Marittima a ovest e delle Deux-Sèvres a nord-ovest. È famosa per il suo tipico alambicco.
Le principali città, oltre al capoluogo Angoulême, sono Cognac, Ruffec, La Rochefoucauld, Barbezieux e Confolens.

## Geografia fisica

### Territorio
Il dipartimento della Charente fa naturalmente parte del Bacino aquitano ed amministrativamente della regione Nuova Aquitania, che occupa il quarto a sud-est. È insieme il meno popolato ed il meno esteso.

### Clima
Il dipartimento della Charente ha un clima oceanico di tipo aquitano, da Cognac ad Angoulême, che si modifica, andando verso est, in clima oceanico degradato.
Nella zona di Confolens il clima oceanico "degradato" si muta in temperature più fresche che in pianura, con precipitazioni più importanti ed inverni più freddi, accompagnati da giorni di gelo e neve più numerosi.
I temporali sono abituali, sotto forma di fenomeni localizzati o più estesi.
Il vento soffia più di sovente da ovest-nord-ovest, in particolare durante le tempeste, di cui la più violenta è stata "Martin", con venti ad oltre 140 km/h sull'intero dipartimento. Meno frequentemente la Charente è soggetta a venti di nord-est.

## Geografia amministrativa
Il dipartimento è contiguo, a nord, con i dipartimenti di Deux-Sèvres e di Vienne, ad est con quello dell'Haute-Vienne, a sud-est con la Dordogna, ed infine ad ovest con quello della Charente-Maritime, dipartimento con il quale condivide il più lungo dei suoi confini amministrativi. Il suo organo deliberativo è il Consiglio dipartimentale della Charente.

## Geografia fisica
La Charente appartiene fisicamente, geologicamente e climaticamente al Bacino dell'Aquitania, di cui costituisce, con i dipartimenti confinanti della Charente-Maritime e della Dordogna, l'estremità settentrionale.
È ugualmente un dipartimento di contatto, poiché confina da un lato, a nord, con la soglia del Poitou, che separa il bacino aquitano dal bacino parigino, e dall'altro, ad est, con il Massiccio Centrale, che definiscono i primi gradini dell'altopiano del Limosino.
È d'altronde nell'estremità orientale, nella Charente limosina, che si trova il culmine del dipartimento e della regione con il sito di Montrollet, che raggiunge 368 metri d'altitudine.
L'altro punto culminante, situato su un'avanzata del Limosino, ad est di La Rochefoucauld, è il Massiccio de L'Albero, che si eleva a 351 m.

## Idrografia
I limiti del dipartimento della Charente coincidono con quelli del bacino superiore e medio del fiume omonimo, che nasce a pochi chilometri di distanza, nel vicino dipartimento della Haute-Vienne.
Dal luogo della sua sorgente fino a Mansle, la pendenza della Charente è forte ed i meandri sono di fievole svolgimento e curvatura.
A nord di Angoulême, dove la valle prende il nome di Val d'Angoumois, poi in Santongia, la pendenza della Charente è bassa e regolare, ed il fiume s'impigrisce in numerosi meandri molto larghi.
Gli affluenti della Charente sono di parecchi tipi:
la Tardoire, il Bandiat, la Bonnieure, che sono affluenti della riva sinistra, hanno la caratteristica particolare di scomparire parzialmente in fessure ed alimentare il suolo carsico di La Rochefoucauld, che garantisce comunque una minima portata, anche se invero bassa.
La Touvre è una risorgenza, nata da due fonti, il "Dormant" (Dormiente) ed il "Bouillant" (Ribollente), che dopo quella di Vaucluse, è la seconda di Francia.
L'Aume e la Soloire, l'Antenne, piccoli affluenti della riva destra, ed il Né, un affluente della riva sinistra, che sono dei torrenti che scorrono su terreni impermeabili, ingrossano subito, anche con piogge minime.
Ad ogni inverno, le inondazioni sono abituali, durante le quali l'acqua copre le vallate del fiume Charente e dei suoi affluenti, caratterizzate da paludi e praterie inondabili, localmente conosciute come "Prées" (Prati).
In occasione d'inondazioni eccezionali, che si verificano circa ogni venti anni, non è raro vedere le strade tagliate ed i quartieri bassi delle città come Angoulême, Jarnac e Cognac completamente allagati.
Tali alluvioni possono rivestire a volte aspetti drammatici, come nel 1960, od ancora nel 1982, anno considerato il "diluvio del secolo".
Durante queste alluvioni centenarie, ed anche decennali, la valle della Charente, con i suoi prati inondabili, non formano che un immenso lago da Châteauneuf-sur-Charente fino al suo estuario.
D'Angoulême a Saintes, una ventina di opere ingegneristiche idrauliche, costituite da chiuse, canali di derivazione e dighe, rendono navigabile il fiume, che è oggi unicamente riservato alla navigazione fluviale da diporto.

## Aree naturali
Da est ad ovest, il dipartimento si presenta con un susseguirsi di paesaggi naturali condizionati dalla natura dei suoli, dei rilievi e dal clima, che delimitano terreni agricoli e rurali nettamente differenziati.
Nella parte più orientale del dipartimento ed al bordo del pianoro del Limosino, la regione del Confolentais o Charente limosina si caratterizza per suoli composti da rocce cristalline impermeabili, a volte ricoperte di argille rosse, che sono geograficamente e geologicamente situati in Limosino.
Questa zona è stata teatro di un grande evento in cui, in un passato molto lontano, un meteorite di più di un chilometro di diametro ha colpito la regione a Pressignac, a metà strada tra Chassenon e Rochechouart.
Le terre che costituiscono la Charente limosina sono argillose ed impermeabili, chiamate anche terre fredde, le quali sono particolarmente propizie per l'allevamento delle "vacche limosine". Il terreno è diviso tra radure e boschi di castagni ed abeti rossi.
Quivi il rilievo è più vigoroso, a causa delle vallate profonde che intagliano l'altopiano del Limosino, e si distingue per le quote più elevate del dipartimento e di tutta la regione del Poitou-Charentes, notoriamente nel sito di Montrollet, che si erge sino a 368 metri d'altitudine.
Il nord del dipartimento, il Ruffécois è occupato da pianure di cereali di grandi dimensioni che non sono dissimili da quelle del Poitou.
Al centro del dipartimento, il fiume gioca un ruolo significativo nell'occupazione dello spazio geografico.
La Charente ed i suoi affluenti sulla riva sinistra, attraversano nell'Angoumois altopiani calcarei fissurati, generatori di voragini e di risorgive, e sul resto del suo bacino, solcano anche terreni impermeabili e suoli calcarei che, una volta impregnati d'acqua, si comportano come terreni impermeabili.
L'Angoumois ha foreste grandi e belle come quelle di Braconne.
Le terre sul versante occidentale della valle della Charente, sono calcaree e sono chiamate terre calde, essendo favorevoli alla coltivazione di viti, cereali od a “multicolture“. Questa è anche terra di vitigni pregiati con i quali si realizzano champagne, e il famoso cognac. Questi suoli e paesaggi annunciano quelli del dipartimento vicino della Charente-Maritime, con cui le affinità sono particolarmente numerose.
Infine, nell'estremità meridionale del dipartimento, grandi querceti, misti a castagni ed a pini marittimi, coprono le cime decalcificate della Double santongese, regione forestale del fiume Santongia, la quale ultima forma un gran massiccio forestale, che si prolunga in Charente-Maritime e Dordogna, e costituisce il dominio della brughiera, che evoca le grandi pinete delle Lande di Guascogna.
Il dipartimento della Charente ha 24 aree "Natura 2000" situate, certune totalmente, altre in parte, nel suo territorio, rappresentato principalmente dalla vallata del fiume Charente, con il contorno di tutte le valli laterali dei suoi affluenti di destra e sinistra, che costituiscono l'habitat naturale ideale, prevalentemente di stoppie, particolarmente adatto per uccelli, pipistrelli, lontre e visoni europei od orchidee.